# Carnedd Dafydd
Carnedd Dafydd är ett berg i Storbritannien.   Det ligger i kommunen Conwy och riksdelen Wales, i den södra delen av landet, 300 km nordväst om huvudstaden London. Toppen på Carnedd Dafydd är 1 044 meter över havet, eller 201 meter över den omgivande terrängen. Bredden vid basen är 3,0 km.
Terrängen runt Carnedd Dafydd är huvudsakligen kuperad.Runt Carnedd Dafydd är det ganska tätbefolkat, med 60 invånare per kvadratkilometer. Närmaste större samhälle är Bangor, 12,3 km nordväst om Carnedd Dafydd. Trakten runt Carnedd Dafydd består i huvudsak av gräsmarker.